# Internationales Dokumentarfilmfestival München 2023

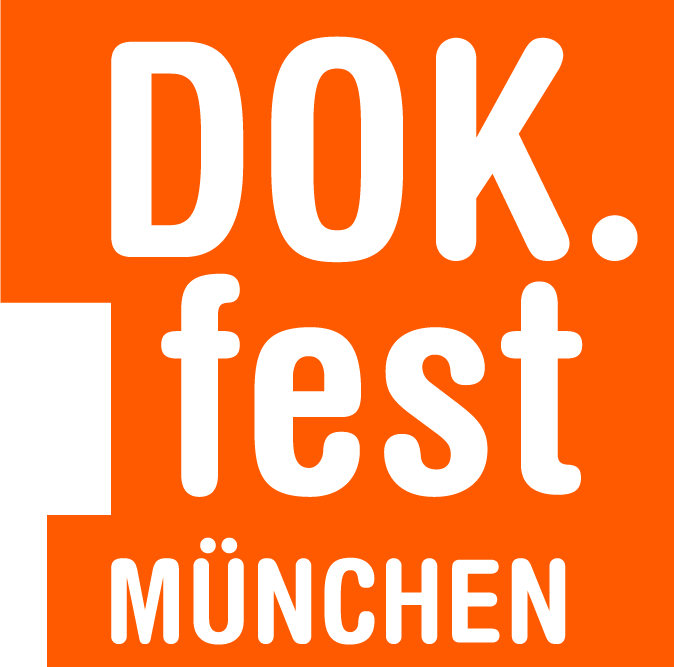

Das 38. Internationale Dokumentarfilmfestival München (auch DOK.fest) fand vom 3. bis 14. Mai 2023 in Münchner Kinos statt. Es wurden 130 Dokumentarfilme aus 55 Ländern gezeigt.

## Allgemein

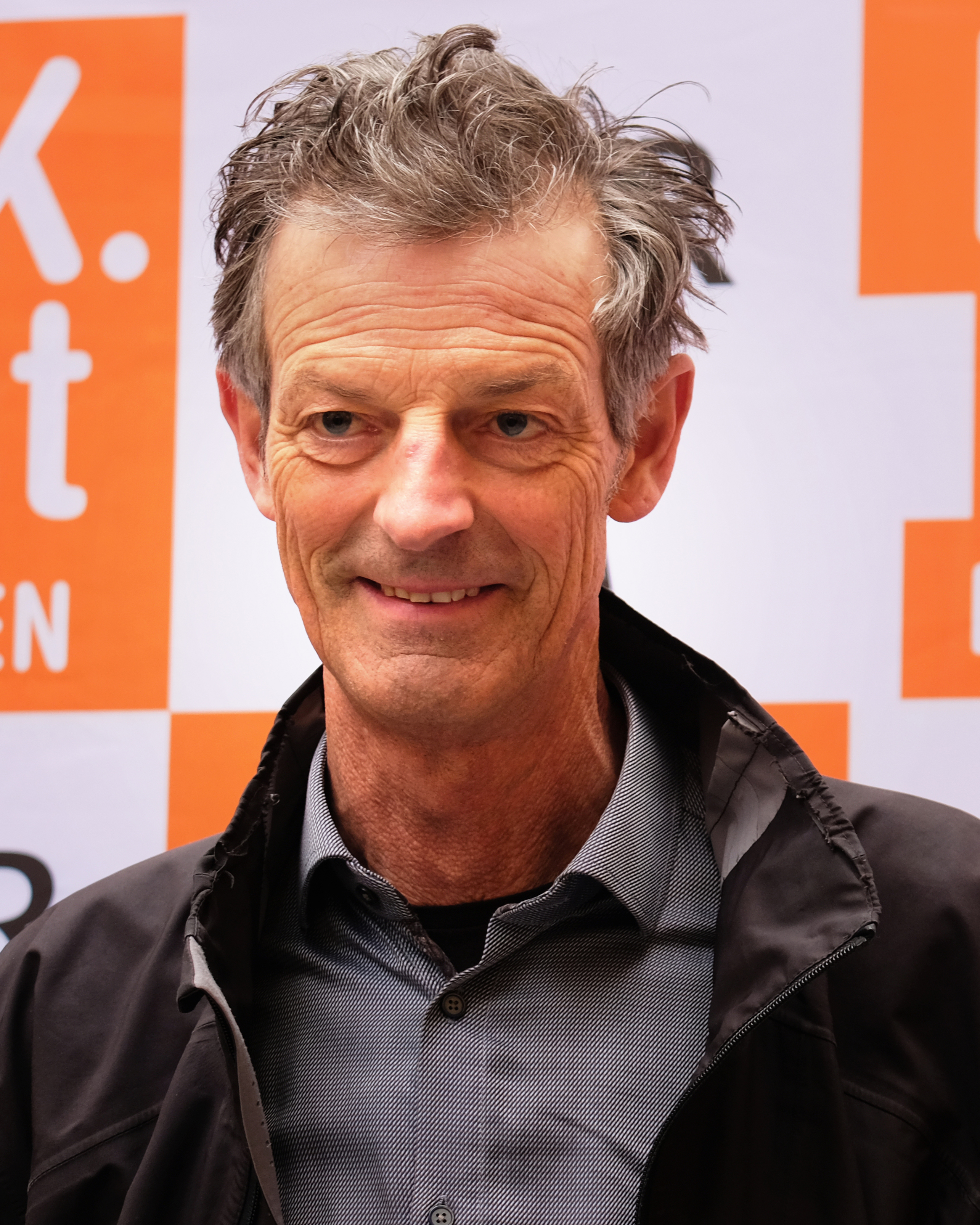
Festivalleiter Daniel Sponsel

Der Eröffnungsfilm war Etilaat Roz von Regisseur Abbas Rezaie über die gleichnamige afghanische Tageszeitung.
Die Preisträger wurden am 17. Mai öffentlich bekannt gegeben. Neben dem Live-Festival fand vom 8. bis 21. Mai 2023 ein Remote-Festival statt, bei dem zu geringeren Preisen ausgewählte Filme geschaut werden konnten. Außerdem wurde zusammen mit dem Bayerischen Lehrer- und Lehrerinnenverband ein Dokumentarfilmwettbewerb für junge Menschen veranstaltet. Auch fand die Branchenmesse DOK.forum statt. Vom 9. November bis 10. Dezember fand die DOK.tour Bayern statt, bei der einzelne Festivalfilme in kleineren Kinos in Bayern gezeigt wurden.
Die folgenden Kinos und Veranstaltungsorte zeigten Filme: Pasinger Fabrik, Neues Maxim, Neues Rottmann, Amerikahaus, Deutsches Theater, Staatliches Museum Ägyptischer Kunst, Hochschule für Fernsehen und Film, NS-Dokumentationszentrum, City/Atelier Kinos, Pinakothek der Moderne, Literaturhaus, Filmmuseum, Instituto Cervantes, Ruffinihaus, Kammerspiele, Bellevue di Monaco, Gasteig HP8, Einstein 28 und Rio Filmpalast.

## VIKTOR DOK.international Main Competition
Theatre of Violence, Regie: Lukasz Konopa, Emil Langballe
- nominiert:
  - Adieu Sauvage, Regie: Sergio Guataquira Sarmiento
  - Be Water – Voices From Hong Kong, Regie: Lia Erbal
  - Demon Mineral, Regie: Hadley Austin
  - Hypermoon, Regie: Mia Engberg
  - Jackie The Wolf, Regie: Tuki Jencquel
  - La Empresa, Regie: André Siegers
  - Magic Mountain, Regie: Mariam Chachia, Nik Voigt
  - Non-Aligned: Scenes From The Labudović, Regie: Mila Turajilić
  - Paradise, Regie: Alexander Abaturov
  - The Golden Thread, Regie: Nishtha Jain
  - Zona Norte, Regie: Javier Ávila

## VIKTOR DOK.deutsch Wettbewerb
Gretas Geburt, Regie Katja Baumgarten
- nominiert:
  - Auf der Kippe, Regie: Britt Beyer
  - Einzeltäter Teil 1: München, Regie: Julian Vogel
  - Facing Time, Regie: Annett Ilijew
  - Feminism WTF, Regie: Katharina Mückstein
  - Frauen in Landschaften, Regie: Sabine Michel
  - Für Immer, Regie: Pia Lenz
  - Jonny Island, Regie: Petra Mäussnest
  - Play With The Devil – Becoming Zeal & Ardor, Regie: Olivier Joliat, Matthias Willi
  - Ruäch – Eine Reis ins jenische Europa, Regie: Andreas Müller, Simon Guy Fässler
  - Wir und das Tier – Ein Schlachthausmelodram, Regie: David Spaeth
  - Wir waren Kumpel, Regie: Christian Johannes Koch, Jonas Matauschek

## VIKTOR DOK.horizonte Competition
Le spectre de Boko Haram, Regie: Cyrielle Raingou
- nominiert:
  - Against The Tide, Regie: Sarvnik Kaur
  - Alone, Regie: Jafar Najafi
  - Baghdad On Fire, Regie: Karrar Al-Azzawi
  - Dorpie, Regie: Julia Jaki
  - Etilaat Roz, Regie: Abbas Rezaie
  - Free Money, Regie: Lauren DeFilippo, Sam Soko
  - Lázaro And The Shark. Cuba Under The Surface, Regie: William Sabourin O’Reilly
  - Tanja – Tagebuch eienr Guerillera, Regie: Marcel Mettelsiefen
  - Vai Cavalo, Regie: Harold Grenouilleau, Vincent Rimbaux

## megaherz Student Award
Border Conversations, Regie: Jonathan Brunner
- nominiert:
  - All Roads Lead To More, Regie: Afraa Batous
  - Ama Osa, Regie: Stefānija Linuža
  - Chagrin Valley, Regie: Nathalie Berger
  - Das Einhorn mit der Schneehose rannte plötzlich los, Regie: Philipp Schaeffer
  - Dedalo, Regie: Chiara Capo
  - Drei Frauen, Regie: Maksym Melnyk
  - Good Life Deal, Regie: Samira Ghahremani
  - Ich fühl’ deine Stille, Regie: Laura Heinig
  - Liminal Space: Diving Within, Regie: Anahita Safarnejad Choobary
  - Stille Wasser, Regie: Kevin Koch
  - Waking Up in Silence, Regie: Daniel Asadi Faezi, Mila Zhluktenko

## Weitere Preise
- FFF-Förderpreis Dokumentarfilm: She Chef, Regie: Melanie Liebheit, Gereon Wetzel
- DOK.edit Award: Non-Aligned: Scenes From The Labudović, Schnitt: Sylvie Gadmer, Mila Turajilić
- Deutscher Dokumentarfilm-Musikpreis: This Kind of Hope, Musik: David Langhard
- Preis der SOS-Kinderdörfer weltweit: Kristos, The Last Child, Regie: Giulia Amati
- VFF Dokumentarfilm-Produktionspreis: Für Immer, Produktion: Carsten Rau, Hauke Wendler
- Publikumspreis: Kristos, The Last Child, Regie: Giulia Amati

## DOK.guest Türkei
- Eren, Regie: Maria Binder
- Seyran Ateş: Sex Revolution And Islam, Regie: Nefise Özkal Lorentzen
- The Decree, Regie: Nejla Demirci
- Translating Ulysses, Regie: Firat Yucel, Aylin Kuryel[10]

## DOK.focus: Power of Media?
- 5 Seasons of Revolution, Regie: Lina N.N.
- And The King Said, What A Fantastic Machine, Regie: Axel Danielson, Maximilien van Aertryck
- Goldhammer, Regie: André Kummel, Pablo Ben Yakov
- Iron Butterflies, Regie: Roman Liubyi[11]
- Manifesto, Regie: Angie Vinchito

## Hommage Nikolas Geyrhalter
- Prypyat, 1999
- Unser täglich Brot, 2005
- Abendland, 2011
- Homo Sapiens, 2016
- Die bauliche Maßnahme, 2018
- Matter Out of Place, 2022

## DOK.panorama
- 8t Day of War, Regie: Oksana Moiseniuk
- A Bump In The Heart, Regie: Noé Reutenauer
- A Way To B, Regie: Jos de Putter, Clara van Gool
- Addicted To Life, Regie: Pola Rapaport
- Blix Not Bombs, Regie: Great Stocklassa
- Bodies And Struggles, Regie: Christophe Hermans
- Breaking Social, Regie: Fredrik Gertten
- Charlotte Salomon, Life And The Maiden, Regie: Delphine Coulin, Muriel Coulin
- Close To Vermeer, Regie: Suzanne Raes
- Dein Leben – Mein Leben, Regie: Marko Doringer
- Heaven Can Wait – Wir leben jetzt, Regie: Sven Halfar
- Kim, Regie: Erika Kapronczai
- Light Falls Vertical, Regie: Efthymia Zymvragaki
- Lynx Man, Regie: Juha Suonpää
- Margot, Regie: Catarina Alves Costa
- My Name Is Alfred Hitchcock, Regie: Mark Cousins
- My Pet And Me, Regie: Johan Kramer
- Plastic Fantastic, Regie: Isa Willinger
- Scab Vendor, Regie: Mariana Thome, Lucas De Barros
- The Last Seagull, Regie: Tonislav Hristov
- The Summer of ’91, Regie: Žiga Virc
- Thomas Schütte, ich bin nicht allein, Regie: Corinna Belz
- Umberto Eco – A Library of The World, Regie: Davide Ferrario

## Best of Fests
- 27 Storeys, Regie: Bianca Giessinger
- Apolonia, Apolonia, Regie: Lea Glob
- Art Talent Show, Regie: Adela Komrzy
- Blue ID, Regie: Burcu Melekoğlu, Vuslat Karan
- Cowboy Poets, Regie: Mike Day
- Dreaming Arizona, Regie: Jong Bang Carlsen
- Drei Frauen – Ein Krieg, Regie: Luzia Schmid
- Eastern Front, Regie: Vitaly Mansky, Yevhen Titarenko
- Eigentlich eigentlich Januar, Regie: Jan Peters
- Fledglings, Regie: Lidia Duda
- Innocence, Regie: Guy Davidi
- Kokomo City, Regie: D. Smith
- Kristos, The Last Child, Regie: Giulia Amati
- Motherland, Regie: Hanna Badziaka, Alexander Mihalkovich
- Nam June Paik: Moon Is The Oldest TV, Regie: Amanda Kim
- Sam Now, Regie: Reed Harkness
- Sieben Winter in Teheran, Regie: Steffi Niederzoll
- Stams, Regie: Bernhard Braunstein
- Die unendliche Erinnerung, Regie: Maite Alberdi
- The Visitors, Regie: Veronika Lišková
- This Kind of Hope, Regie: Pawel Siczek

## DOK.music
- Dusty & Stones, Regie: Jesse Rudoy
- In The Court of The Crimson King, Regie: Toby Amies
- Music for Black Pigeons, Regie: Jørgen Leth, Andreas Koefoed
- Pianoforte, Regie: Jakub Piątek[12]
- Vienna Calling, Regie: Philipp Jedicke

## Retrospektive DOK.network Africa
- Letter From My Village, Regie: Safi Faye (1975)
- Caméra d’Afrique, Regie: Férid Boughedir (1983)
- Africa, I Will Fleece You, Regie: Jean-Marie Teno (1992)
- Espoir Voyage, Regie: Michel K. Zongo (2011)
- The Letter, Regie: Maia Lekow, Christopher King (2019)
- Talking About Trees, Regie: Suhaib Gasmelbari (2019)

## Münchner Premieren
- Floating Islands, Regie: Simone Fürbringer, Nicolas Humbert
- Metal Battle Girl, Regie: Andreas Wolff
- Racegirl – Das Comeback der Sophia Flörsch, Regie: Sonia Otto
- She Chef, Regie: Melanie Liebheit, Gereon Wetzel
- Von Vielen, Regie: Eva Hartmann

## DOK.serie
- Capital B. Wem gehört Berlin?, Regie: Florian Opitz
- Juan Carlos – Liebe, Geld, Verrat, Regie: Anne von Petersdorff, Georg Tschurtschenthaler
- Kicken wie ein Mädchen, Regie: Karin de Miguel Wessendorf

## DOK.special
- Alpen Film Festival, Regie: Stefan Langthaler et al
- Spielen oder nicht Spielen, Regie: Kim Münster, Sebastian Bergfeld
- Stimmen auf dem Dach der Welt, Regie: Felix Möller, Patrick Ranz

## DOK.education
- Following Valeria, Regie: Nicola Fegg[13]
- Hammoudis Traum, Regie: Els van Driel, Eefje Blankevoort
- Nele in den Wolken, Regie: Bernadette Hauke